# 裴民熙
裴民熙（韓語：배민희，1979年5月9日—），另譯裴旻希，韓國女演員。

## 演出作品

### 電視劇
- 1998年：KBS《野望的傳說》
- 1998年：KBS《恩雅的花園》
- 1999年：SBS《王龍的大地》飾演 明淑
- 2000年：KBS《蒲公英》
- 2002年：EBS《原作童話》飾演 李藝珍
- 2002年：KBS《在你身邊真好》飾演 韓江姬
- 2004年：SBS《土地》飾演 三月
- 2008年：OCN《不要追究過去》飾演 允徐敬
- 2009年：KBS《不能結婚的男人》飾演 趙允喜
- 2009年：SBS《不要猶豫》飾演 吳善雅
- 2012年：SBS《幽靈》飾演 李蕙蘭
- 2012年：SBS《大風水》飾演 魯國公主
- 2018年：SBS《Switch－改變世界》

### 電影
- 2012年：《火車》飾演 鎬斗媽媽